# Salihides
Pour la dynastie salihide, voir Salih I ibn Mansur.
IVe siècle - VIe siècle
Les Salihides (en arabe : بنو سليح), également connus simplement sous le nom de Salīḥ ou par leur maison royale, les Zokomides (en arabe connue sous le nom de Ḍajaʿima) sont les fédérés arabes dominants de l'Empire byzantin au Ve siècle. Ils succèdent aux Tanukhides, dominants au IVe siècle et sont à leur tour vaincus et remplacés par les Ghassanides au début du VIe siècle.
Les Salihides sont à l'origine concentrés dans les régions de la vallée de Sirhan et de Balqa, mais se répandent jusqu'au nord de la Syrie après être entrés au service de l'Empire byzantin. Les Salihides sont chargés de percevoir les impôts des Bédouins cherchant à habiter dans le Limes Arabicus et de protéger la frontière byzantine des pillards bédouins de la péninsule arabique et du désert syrien.
Les Salihides sont des chrétiens ardents, et au moins un de leurs phylarques (chef de tribu) et rois, Dawud (David), construit un monastère chrétien, Deir Dawud.

## Généalogie
La généalogie des Salihides est très obscure, même si un consensus scientifique soutient qu'ils sont finalement issus du groupe tribal Quda'a. Des tribus de Quda'a sont installées dans la Syrie byzantine et le nord de l'Arabie depuis l'Antiquité. Dans les sources arabes, les Salihides font référence à la tribu, tandis que les Daja'ima font référence à la maison royale de la tribu pendant la domination byzantine. Selon le Jamharat al-Nasab, le lien généalogique des Salihides avec Quda'a est le suivant : Salīḥ ibn Ḥulwān ibn ʿImran ibn Ilḥafī ibn Quḍāʿa. Le nom réel de Salīḥ, l'homonyme et l'ancêtre de la tribu est peut-être ʿAmr. Le fondateur de la famille Zokomide (Ḍajaʿima) est Ḍuʿjum ibn Saʾd ibn Salīḥ.

## Histoire

### Origines
Selon des sources arabes médiévales, avant leur entrée dans la Syrie byzantine, les Salihides s'établissent dans le nord de la péninsule arabique. L'historien arabe médiéval Umar ibn Shabba rapporte que dès le IIIe siècle, les Salihides s'allient à l'Empire palmyrénien et sont installés par ce dernier dans le manāẓir al-Shām (tours de guet du Limes Arabicus, la frontière byzantine-arabe) entre la Balqa (Transjordanie centrale) et Huwwarin. La plupart des sources font état d'une migration originelle de Wadi Sirhan, une vallée dont l'extrémité nord s'ouvre sur la province byzantine d'Arabie. Cette vallée abrite également les parents Quda'a des Salihides, les Banu Kalb, ce qui rend plus plausible que les Salihides soient entrés dans la Syrie byzantine à partir de Wadi Sirhan.
Les premières colonies des Salihides dans le Limes Arabicus et leur principale base de pouvoir se trouvent probablement dans les provinces d'Arabie, de Palaestina Tertia (Salutaris) (en) et de Syrie-Phénicie, toutes situées dans le sud du Levant. Selon Shahid, c'est la zone naturelle où une tribu entrant sur le territoire byzantin depuis Wadi Sirhan s'installerait; de plus, c'est la région où les fédérés sont le plus nécessaires aux Byzantins au Ve siècle car la paix avec l'Empire Sassanide ne laisse que la péninsule arabique comme source la plus probable de forces hostiles à l'empire.

### Essor
La période précise au cours de laquelle les Salihides, ou plus précisément leur maison dirigeante Zokomide, ont dominé les fédérés arabes de l'Empire byzantin n'est pas certaine. Selon l'historien Warwick Ball, les Salihides deviennent le principal allié arabe de Byzance à la fin du IVe siècle après le déclin des Tanukhides, dont le pouvoir se détériore notamment à la suite d'une révolte ratée en 383. Il est évident que leur apogée est entre les règnes des empereurs Arcadius (395–408) et Anastase (489–518). Le fondateur de la maison Zokomide, Zokomos, connu en arabe sous le nom de Ḥamāṭa et surnommé Ḍujʿum (le puissant) est déjà une puissante figure tribale avant son service à Byzance. Sozomène indique que Zokomos devient un phylarque sous les Byzantins et se convertit au christianisme avec "tous ses sujets" après qu'"un certain moine d'une grande célébrité" a prophétisé la naissance de son fils à condition d'embrasser la foi chrétienne.

Zokomos a eu deux fils, 'Amr et 'Awf. Le premier est peut-être le fils prophétisé susmentionné parce que son nom signifie un bon présage. Ce fils fonde la branche la moins importante de la maison Zokomide et, selon les spéculations de Shahid, aurait fondé le monastère de Dayr 'Amr au nord de Jérusalem, qui est actuellement une localité chrétienne palestinienne connue sous le même nom. 'Amr donne naissance à Mundhir, dont on ne sait rien d'autre que son nom. 'Awf a un fils nommé 'Amr, qui engendre Habāla, Habūla (peut-être la même personne) et Ḥawthara. On ne sait rien du fils et des petits-fils de 'Awf. Cependant, la progéniture des petits-fils de Mundhir et 'Amr ibn 'Awf est documentée à des degrés divers. Ils sont la dernière génération de phylarques Zokomides/Salihides. Le fils de Habala / Habula, Dawud, est le phylarque et roi Salihide le plus connu, en grande partie en raison de sa courte biographie dans le Jamharat al-Nasab . Ce dernier dit de Dawud ce qui suit :
Et c'était un roi qui avait l'habitude de s'engager dans des expéditions de raids. Puis il devint chrétien, se repentit, détesta l'effusion du sang et suivit la vie religieuse. Il construit alors un monastère et avait l'habitude de porter l'eau et le mortier sur son dos, en disant "Je ne veux pas que quelqu'un m'aide", et ainsi ses vêtements sont devenus humides, et il a été surnommé al-Lathiq, "le débraillé". Lorsqu'il est devenu opposé à l'effusion de sang et au meurtre, sa position s'est affaiblie et il est devenu lui-même la cible de raids jusqu'à ce qu'il soit tué par Thaʿlaba ibn ʿĀmir al-Akbar et Muʿawiya ibn Ḥujayr. - Jamharat al-Nasab par Hisham ibn al-Kalbi.
Selon Shahid, la déclaration du Jamharat selon laquelle Dawud s'est converti au christianisme "doit être une erreur" puisque les Zokomides sont déjà chrétiens depuis l'époque de Zokomos vers 400. Cependant, la déclaration sur la piété retrouvée de Dawud "est correcte et ne peut être considérée avec suspicion". Le nom de Dawud, qui est l'arabe pour "David ", est unique parmi les Salihides, et leurs prédécesseurs et successeurs Tanukhides et Ghassanides, respectivement, en ce qu'il est biblique et non arabe. Cela indique que Dawud ou son père sont évidemment attachés à la tradition biblique ou au roi israélite David en particulier. Dawud était le bâtisseur d'un monastère portant son nom, Dayr Dawud, dans le nord de la Syrie, entre Resafa et Ithriya. Avant de devenir le roi et le phylarque Salihide , Dawud est considéré comme un jarrār (commandant de mille [guerriers]) ou chiliarque, selon l'élève d'Hisham Ibn Habib.
Comme indiqué dans le Jamharat et dans un verset poétique composé par la fille anonyme de Dawud, Dawud est tué par Tha'laba ibn 'Amir et Mu'awiya ibn Hujayr, chefs des tribus sœurs des Banu Kalb et Banu Namir ibn Wabara, respectivement. Selon Shahid, il est clair que les tueurs de Dawud appartiennent à des tribus alliées cherchant à affaiblir les Salihides dominants. D'après le verset de la fille de Dawud, il ressort également que la bataille a eu lieu entre al-Qurnatayn (aujourd'hui al-Shaykh Saad) dans le Hawran et le mont Harib dans les hauteurs du Golan. La mort de Dawud, sans progéniture enregistrée, est l'une des raisons majeures de la chute des Salihides. De plus, l'incorporation par l'empereur Léon Ier le Thrace d'un important contingent de Salihides dans son expédition contre les Vandales en Afrique du Nord a considérablement affaibli le pouvoir des Salihid parce que le contingent a été détruit au combat.
Le cousin ou le frère de Dawud, Ziyad, succède peut-être à Dawud en tant que phylarque lorsque ce dernier prend une vie religieuse ou décède. Lui aussi est un jarrar, selon Ibn Habib, et participe à la bataille d'al-Baradān, qui est très probablement une source dans le vaste désert de Samawah entre la Syrie et le sud de l'Irak. Après un premier succès lors de la bataille, la bataille tourne en faveur de la tribu adverse Kinda dirigée par Akil al-Murar Hujr, et Ziyad a été tué. Shahid affirme que ce n'est pas Akil al-Murar Hujr qui est apparemment mort au début ou au milieu du Ve siècle, mais son arrière-petit-fils Hujr ibn Harith, qui, selon les sources byzantines, aurait attaqué le Limes Arabicus et vraisemblablement les Salihides, gardiens de cette frontière, vers 500.

### Chute au profit des Ghassanides
Un autre Zokomide, Sabīṭ ibn al-Mundhir, sert de jābī (percepteur des impôts), chargé de percevoir les impôts des tribus arabes de Syrie byzantine au nom des autorités byzantines. Il peut avoir reçu cette autorité du roi Dawud. C'estsignificatif, selon Shahid, car cela met en lumière les «fonctions des phylarques arabes de Byzance: ils ont non seulement combattu mais aussi perçu des impôts pour l'empire auprès des autres tribus arabes». Sabit est tué par le chef ghassanide sourd et borgne, Jidʿ ibn ʿAmr, lorsque Sabit tente de percevoir la taxe auprès des Ghassanides. Cet acte déclenche la guerre Salihide-Ghassanide qui se termine par une victoire des Ghassanides et leur suprématie ultérieure sur les tribus fédérées arabes de Byzance. Les Ghassanides traversent le Limes Arabicus vers 490 et sont obligés de payer tribut aux Salihides gardiens du Limes. Les termes de l'hommage des Ghassanides sont, selon Ibn Habib, un dinar, un dinar et demi et deux dinars, pour chaque membre de la tribu ghassanide, selon leur statut.
Les meurtres de Dawud, Ziyad et Sabit, la diminution de la force des Salihides après la campagne contre les vandales de 468 et les assauts des puissants Kindites et Ghassanides d'Arabie vers la fin du Ve siècle, ont tous conduit à l'affaiblissement du statut des Salihids en 502, lorsque les Ghassanides deviennent officiellement les fédérés arabes dominants de Byzance. Par la suite, Shahid indique que les Salihides continuent à opérer, mais sont affaiblis. Entre 502 et 529, ils constituent probablement encore l'un des nombreux peuples fédérés arabes et répondent directement au dux (gouverneur) de leur province ou au magister militum per Orientem (commandant de l'armée de campagne d'Orient). Cette période de temps peut avoir été le floruit de Ḥārith ibn Mandala, le dernier phylarque Zokomid, selon le tableau généalogique du Jamharat. Selon Ibn Durayd, le poète tayy Amir ibn Juwayn déclare dans un poème que Harith ibn Mandala participe à une expédition de raid, probablement au nom des Byzantins, contre une tribu arabe, peut-être les Banu Asad, et ne revient jamais.
Lorsque les Ghassanides sous leur roi Jabala ibn al-Ḥarith deviennent les phylarques suprêmes de toutes les tribus fédérées arabes, les Salihides sont subordonnés aux Ghassanides, bien que des tensions et peut-être des affrontements aient apparemment persisté entre eux. En 580, les relations entre les Ghassanides et les Byzantins se sont tendent considérablement et l'autorité sur les tribus fédérées arabes est de nouveau décentralisée. Les Salihides deviennent peut-être indépendants des Ghassanides en conséquence, et l'un de leurs phylarques participe au siège byzantin de Mardin en 586.

### Vestiges pendant l'ère islamique
On n'entend rien des Salihides jusqu'à la conquête musulmane du Levant dans les années 630 lorsqu'ils combattent aux côtés d'autres tribus arabes chrétiennes fédérées contre les tribus arabes musulmanes. À Dumat Al-Djandal, dans le nord de l'Arabie, les Salihides, les Kalbides, les Tanukhides et les Ghassanides sont vaincus par le commandant musulman Iyad ibn Ghanm. Plus tard, cette même alliance arabo-chrétienne, renforcée par les Lakhmides et les Banu Judham est vaincue par le général musulman Khalid ibn al-Walid à Ziza en Transjordanie. Les Salihides réapparaissent avec les Tanukhides en 638, cette fois dans le ḥādir (campement militaire) de Qinnasrin ; à cette époque, le général musulman Abu Ubaidah ibn al-Jarrah demande aux membres du ḥādir de se convertir à l'islam, mais les Salihides chrétiens orthodoxes refusent.
Les Salihides se sont probablement dispersés dans Bilad el-Cham (Syrie islamique) et en Irak et leurs clans ont peut-être rejoint d'autres tribus. Un seul Salihide, un certain Usāma ibn Zayd al-Salīḥī, atteint la notoriété à l'époque islamique. Il sert les califes omeyyades al-Walid Ier et Sulayman en tant que surveillant du kharaj (impôt foncier) en Égypte et Yazid II et Hisham ibn Abd al-Malik en tant que leur "scribe". Cependant, le christianisme affirmé des Salihides les isole à l'ère islamique, contrairement aux Tanukhides et Ghassanides, dont les membres et les clans continuent à prospérer.
Selon divers géographes de l'époque abbasside, des membres de la tribu sont trouvés en vie près de Kufa aux côtés de leurs alliés Tayyides et près de Lattaquié. Al-Bakri, qui a conservé les récits d'Ibn Shabba sur les Salihids, rapporte que les descendants des Salihides habitent encore al-Balqa et Huwwarin au moment où Ibn Shabba écrit son travail en 876.

### Ère moderne
Dans la Jordanie actuelle (al-Balqa), la présence antique des Salihides est attestée à divers endroits : le village d'al-Salīḥī à environ 20 kilomètres au nord-ouest d'Amman, la source ʿAyn al-Salīḥī et la vallée de Wādī al-Salīḥī. De plus, dans le voisinage de ces lieux vit la tribu al-Salīḥāt (Sleiḥat) ; Shahid affirme que ces derniers sont "presque certainement, en raison de la rareté du nom, les descendants des anciens Salīḥides".